# 장 시벨리우스의 작품 목록
다음은 장 시벨리우스의 작품 목록이다.

## 관현악곡

### 교향곡
- 교향곡 1번 마단조 Op. 39 (1899년)
- 교향곡 2번 라장조 Op. 43 (1902년)
- 교향곡 3번 다장조 Op. 52 (1907년)
- 교향곡 4번 가단조 Op. 63 (1911년)
- 교향곡 5번 내림 마 장조 Op. 92 (1915년)
- 교향곡 6번 라단조 Op. 104 (1923년)
- 교향곡 7번 다장조 Op. 105 (1924년)

### 교향시
- 전설 Op. 9 (1892년)
- 봄의 노래 Op. 16 (1894년)
- 나무 요정 Op. 15 (1894년)
- 레민케이넨 Op. 22 (1895년)
- 핀란디아 Op. 26 (1899년)
- 프흐욜라의 딸 Op. 49 (1906년)
- 판과 에코 Op. 53 (1906년)
- 밤과 일출 Op. 55 (1909년)
- 드리아드 Op. 45/1 (1910년)
- 음유시인 Op. 64 (1913년)
- 바다의 요정 Op. 73 (1913~4년)
- 타피올라 Op. 112 (1926년)

### 부수 음악
- 크리스티안 2세 왕 Op 27 (1898년)

1. Nocturne
2. Elegy
3. Musette
4. Serenade
5. Ballade

- 펠리아스와 멜리장드 Op. 46 (1905년)

1. At the Castle Gate
2. Mélisande
3. At the Seashore
4. By a Spring in the Park
5. The Three Blind Sisters
6. Pastorale
7. Mélisande at the Spinning Wheel
8. Entr'acte
9. The Death of Mélisande

- 벨샤자르의 연회 Op. 51 (1907년)

1. Oriental Procession
2. Solitude
3. Nocturne
4. Khadra's Dance

- 백조 Op. 54 (1908년)

1. The Peacock
2. The Harp
3. The Maidens with Roses
4. Listen, the Robin Sings
5. The Prince Alone
6. Swanwhite and the Prince
7. Song of Praise

- 템페스트 Op. 109-1 (1927년)

1. Prelude
2. The Oak Tree
3. Humoresque
4. Caliban's Song
5. The Harvesters
6. Canon
7. Scène
8. Intrada - Berceuse
9. Entr'acte - Ariel's Song
10. The Storm

- 템페스트 Op. 109-2 (1927년)

1. Chorus of the Winds
2. Intermezzo
3. Dance of the Nymphs
4. Prospero
5. Song I
6. Song II
7. Miranda
8. The Naiads
9. Dance Episode

### 협주곡, 독주와 관현악
- 바이올린 협주곡 라 단조, Op. 47 (1904년)
- 바이올린과 관현악을 위한 2개의 세레나데, Op. 69 (1912년)

1. D 장조, Op. 69a (1912년)
2. G 단조, Op. 69b (1913년)

- 첼로와 관현악을 위한 모음곡, Op. 77 (1914년)

1. Laetare anima mea (Cantique), Op. 77/1 (1914년)
2. Ab imo pectore (Devotion), Op. 77/2 (1915년)

- 바이올린과 관현악을 위한 6개의 유모레스크 (1917년)

1. 라 단조, Op. 87/1 (1917년)
2. 라 장조, Op. 87/2 (1917년)
3. 사 단조, Op. 89a (1917년)
4. 사 단조, Op. 89b (1917년)
5. 내림 마 장조, Op. 89c (1917년)
6. 사 단조, Op. 89d (1918년)

- 바이올린과 관현악을 위한 모음곡 D 단조, Op. 117 (1929년)

1. Country Scenery
2. Evening in Spring
3. In the Summer

### 기타 관현악
- 카렐리아 모음곡 Op.11(1893)
- 카사치오네 Op.6(1904)
- 3개의 관현악 소품 Op.92(1920~22)

## 실내악

### 이중주
- 바이올린 소나타 가단조 JS177(1884)
- 바이올린 소나타 바장조 JS178(1889)
- 바이올린 소나티나 마장조 Op.80(1915)
- 전원 춤곡 Op.106(바이올린&피아노, 1924~5)

### 피아노 삼중주
- 피아노 3중주 가단조 JS206(1884)
- 피아노 3중주 가단조 '하프트라스크' JS207(1886)
- 피아노 3중주 라장조 '코르포' JS208(1887)
- 피아노 3중주 다장조 '로비사' JS209(1888)

### 사중주, 오중주
- 현악 4중주 내림 마장조 JS184(1885)
- 현악 4중주 가단조 JS183(1889)
- 현악 4중주 내림 나장조 Op.4(1890)
- 피아노 5중주 사단조 JS159(1890)
- 현악 4중주 라단조 '친근한 목소리' Op.56(1909)
- 현악 4중주를 위한 '안단테 페스티보' JS34a(1922)

## 피아노
- 피아노 모음곡 JS82(1889)
- 6개의 즉흥곡 Op.5(1893)
- 피아노 소나타 바장조 Op.12(1893)
- 10개의 소품 Op.24(1894~1903)
- 10개의 바가텔 Op.34(1914~16)
- 3개의 서정 소품 ‘퀼리키’ Op.41(1904)
- 10개의 소품 Op.58(1909)
- 3개의 소나티나 Op.67(1912)
- 4개의 서정 소품 Op.74(1914)
- 5개의 소품 ‘나무들’ Op.75(1914)
- 13개의 소품 Op.76(1914)
- 5개의 소품 ‘꽃들’ Op.85(1916)
- 6개의 소품 Op.94(1919)
- 6개의 바가텔 Op.97(1920)
- 8개의 짧은 소품 Op.99(1922)
- 5개의 낭만적 작품들 Op.101(1923)
- 5개의 독특한 인상들 Op.103(1924)
- 5개의 스케치 Op.114(1929)

## 가곡
- 5개의 크리스마스 노래 Op.1(1895~1913)
- 7개의 노래 Op.13(1891~92)
- 7개의 노래 Op.17(1891~1904)
- 2개의 노래 Op.35(1907)
- 6개의 노래 Op.36(1899)
- 5개의 노래 Op.37(1898~1904)
- 5개의 노래 Op.38(1904)
- 6개의 노래 Op.50(1906)
- 8개의 노래 Op.57(1909)
- 8개의 노래 Op.61(1910)
- 6개의 노래 Op.72(1914~5)
- 6개의 노래 Op.86(1916)
- 6개의 노래 Op.88(1917)
- 6개의 노래 Op.90(1917)

## 합창
- 쿨레르보 Op. 7 (1892)
- 불의 기원 Op.32(1902)
- 연인(戀人) Op.14 (1912)
- 나의 고향 Op.92(1918)